# 保罗·奥托森
保罗·N·J·奥托森（英語：Paul N. J. Ottosson，1966年2月25日—），瑞典音效设计师。他共赢得了3项奥斯卡金像奖，因电影拆弹部队获得了最佳音效奖和最佳剪辑奖，因电影猎杀本·拉登获得了最佳剪辑奖，并因蜘蛛侠2获得1次提名。自1995年起，塔普参与制作了100多部电影。

## 部分影视作品
获奖
- 猎杀本·拉登（2012）-最佳音效剪辑奖（与佩尔·哈贝格（英语：Per Hallberg）和凯伦·贝克·兰德斯（英语：Karen Baker Landers）的007：大破天幕杀机并列）
- 拆弹部队（2009）-最佳音效剪辑奖和最佳音效奖

提名
- 蜘蛛侠2（2004）-奥斯卡最佳音效剪辑奖